# Marsz weselny (film)
Marsz weselny (The Wedding March) – amerykański dramat nakręcony w scenerii Wiednia w okresie przed wybuchem I wojny światowej. Fabuła filmu o prowokatorskiej historii miłości. 
 Film ten w czasie montażu został reżyserowi odebrany i skrócony. Był to ostatni jego film.